# Криница (Брестская область)
Криница (бел. Крыніца) — деревня в Пружанском районе Брестской области Беларуси. Входит в состав Шерешевского сельсовета.
Расположена на автодороге Н542.
Во времена Российской империи входила в состав Сухопольской волости Пружанского уезда Гродненской губернии.